# Chlorophonia flavifrons
La eufonia de las Antillas Menores (Chlorophonia flavifrons) es una especie de ave paseriforme de la familia Fringillidae, perteneciente al género Chlorophonia; hasta recientemente (2023), era considerada una subespecie de Chlorophonia musica. Es nativa de las Antillas Menores en el Mar Caribe.

## Distribución y hábitat
Se distribuye por las Antillas Menores, en las islas caribeñas de Barbuda, Antigua, Guadalupe, La Deseada, Dominica, Martinica, Santa Lucía, San Vicente y  Granada.
Puede ser encontrada en una variedad de hábitats, que incluyen bosques arbustivos secos, bosques húmedos y caducifolios. Está presente en la mayoría de los hábitats disponibles y áreas perturbadas adyacentes, desde que estén presentes especies de muérdago (Loranthaceae).

## Sistemática

### Descripción original
La especie C. flavifrons fue descrita por primera vez por el naturalista alemán Anders Sparrman en 1789 bajo el nombre científico Emberiza flavifrons; su localidad tipo no fue dada, se asume: «San Bartolomé».

### Etimología
El nombre genérico femenino «Chlorophonia» es una combinación de las palabra del griego «chloros» que significa ‘verde’ y del género Euphonia; y el nombre de la especie «flavifrons», se compone de las palabras del latín «flavus» que significa ‘amarillo’, y «frons» que significa ‘frente’.

### Taxonomía
La presente especie fue tratada durante mucho tiempo como una subespecie de la eufonia antillana (Chlorophonia musica); las clasificaciones Aves del Mundo (HBW) y Birdlife International (BLI) ya la consideraban una especie separada con base en las diferencias morfológicas. Lo que fue posteriormente reconocido por el Comité de Clasificación de Norte y Mesoamérica (N&MACC) en la Propuesta 2023-B-7, y seguido por las clasificaciones del Congreso Ornitológico Internacional (IOC) y Clements checklist/eBird. Es monotípica.